# ラッキーレディ・ツー

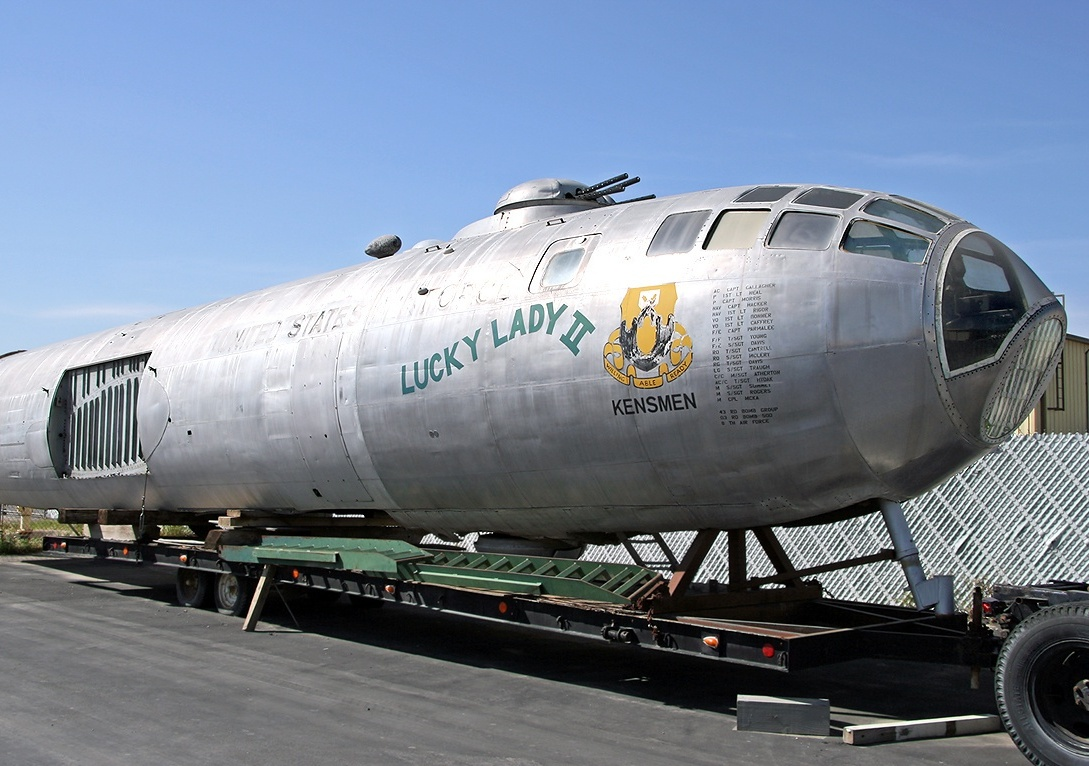
ラッキーレディ・ツーの胴体（2002年）

ラッキーレディ・ツー（Lucky Lady II）は、アメリカ空軍が保有したB-50爆撃機の1機である。型番はB-50A-5-BO、製造番号は15730、機体番号は46-0010であった。1949年、空中給油を繰り返しつつ世界初の無着陸世界一周飛行を達成したことで知られる。ラッキーレディ・ツーが世界一周に要した時間は94時間1分であった。現在は胴体のみが保存されている。

## 1949年：世界初の無着陸世界一周飛行

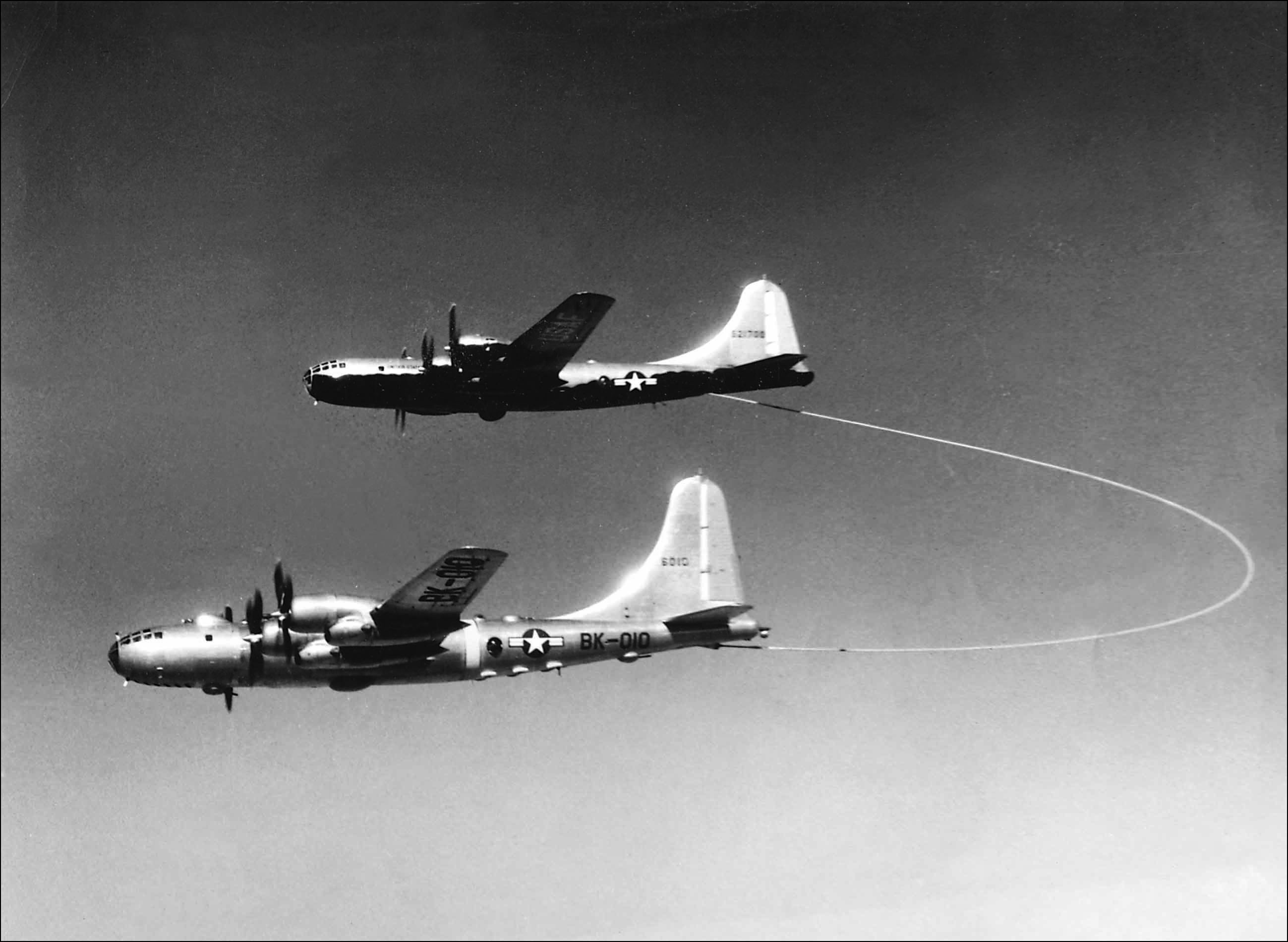
KB-29Mより空中給油を受けるラッキーレディ・ツー

ラッキーレディ・ツーは第43爆撃群所属機で、12.7 mm機関銃12門に加え、航続距離を延長するべく爆弾槽に追加燃料タンクを装備していた。乗組員は通常の倍に、パイロットは3人に増員されており、彼らは4時間から6時間毎に交代で勤務にあたった。

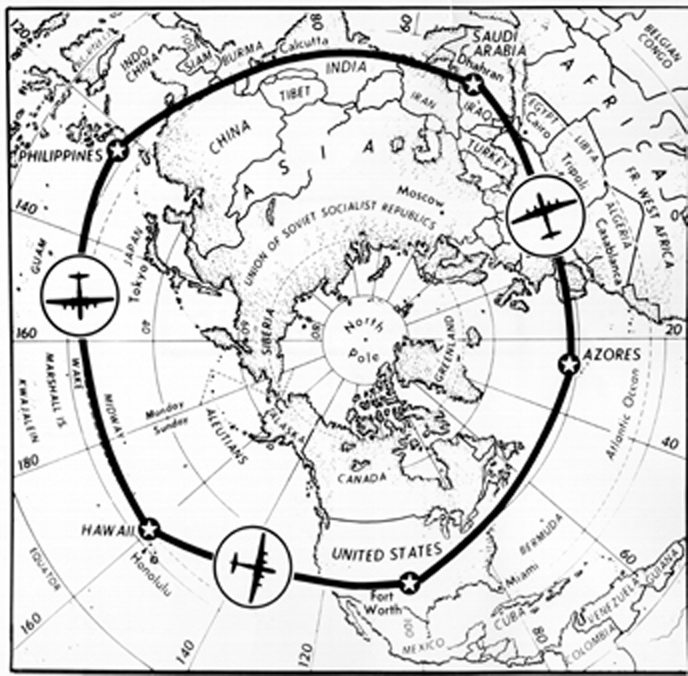
ラッキーレディ・ツーの飛行地図

1949年2月26日12時21分、機長ジェイムズ・ギャラガー大尉（James Gallagher）以下14名の乗組員を乗せたラッキーレディ・ツーはテキサス州フォートワースからほど近いカーズウェル空軍基地を離陸、大西洋に向かって東進し、世界一周旅行に出発した。
3月2日10時22分、ラッキーレディ・ツーはカーズウェル空軍基地に帰還し、世界一周を終えた。この世界一周飛行における飛行距離は23,452 mi (37,742 km)、飛行時間は94時間1分（予定より2分短かった）であった。
飛行中の空中給油にはKB-29M給油機が用いられた。KB-29M給油機ではグラップルドライン・ループドホース（grappled-line looped-hose）という給油方式が採用されていたが、この方式はラッキーレディ・ツーの飛行からまもなくして廃止されている。給油はラジェス航空基地（アゾレス諸島）、ダーラン飛行場（サウジアラビア）、クラーク空軍基地（フィリピン）、ヒッカム空軍基地（ハワイ）の上空にて実施された。
この世界一周飛行におけるラッキーレディ・ツーの飛行高度は10,000 - 20,000 ft (3,000 - 6,100 m)程度、平均対地速度は249 mph (401 km/h; 216 kn)であった。

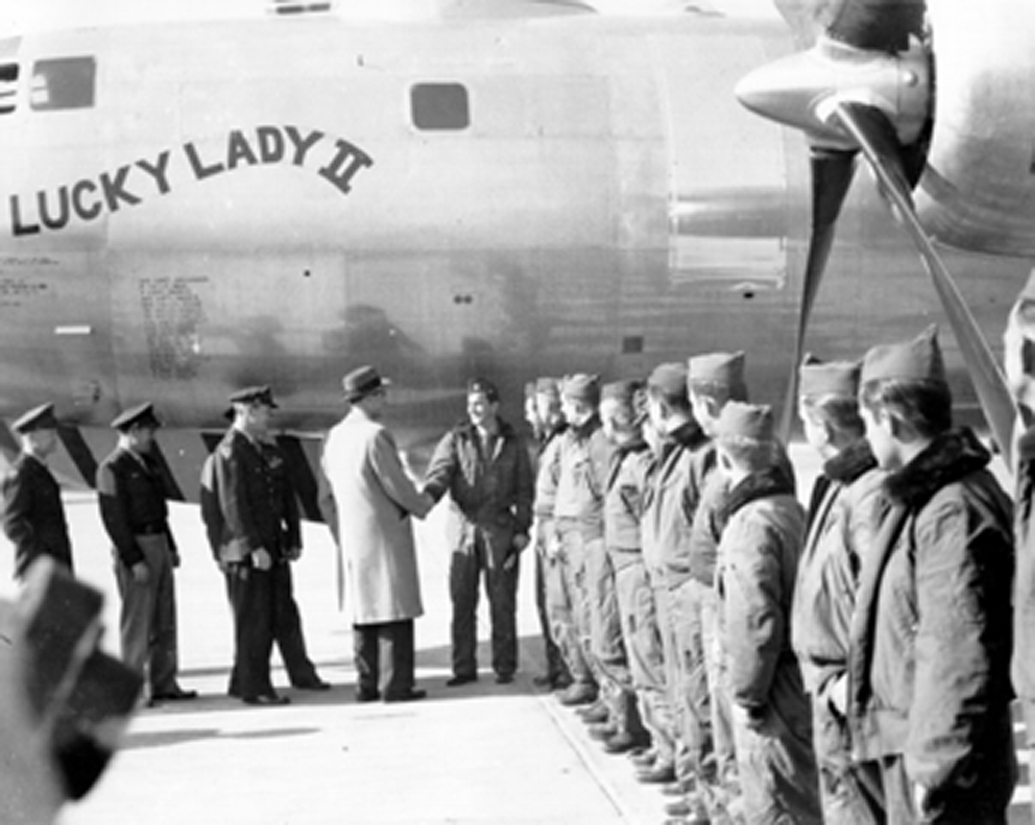
サイミントン空軍長官やヴァンデンバーグ将軍の訪問を受けたラッキーレディ・ツー乗組員ら

ラッキーレディ・ツーが帰還した時、カーズウェル空軍基地では戦略航空軍団司令カーチス・ルメイ中将、空軍長官スチュアート・サイミントン、空軍参謀総長ホイト・ヴァンデンバーグ大将、第8空軍司令ロジャー・M・ラミー少将（Roger M. Ramey）などの政府・軍高官が乗組員らを迎えた。ルメイはこの飛行任務の意義について語り、アメリカ空軍が今や合衆国本土から「世界中の原爆が必要とされるあらゆる場所」に対する爆撃能力を有する事実を示すものとして重要性を強調した。彼はまた、戦闘機にも空中給油を実施しうるとも述べている。空中給油についてはサイミントンも触れており、これによって「中型爆撃機が大陸間爆撃機に変貌する」と述べた。
乗組員はそれぞれが殊勲飛行十字章を受章したほか、全米航空協会からは1949年度マッカイ賞を、空軍協会からはエア・エイジ賞（Air Age Trophy）を贈られた。
なお、グローバル・クイーン（Global Queen）というB-50爆撃機がラッキーレディ・ツーと同様の任務を遂行するべく2月25日に離陸しているが、エンジン火災の為にラジェス航空基地への着陸を余儀なくされている。ルメイは世界一周飛行の実施にあたり5機のB-50爆撃機を手配しており、このうち少なくとも1機が成功すればよいとしていた。また、乗組員や資材の輸送等に割り当てられた準備期間はわずか4週間だった。

## その他の「ラッキーレディ」

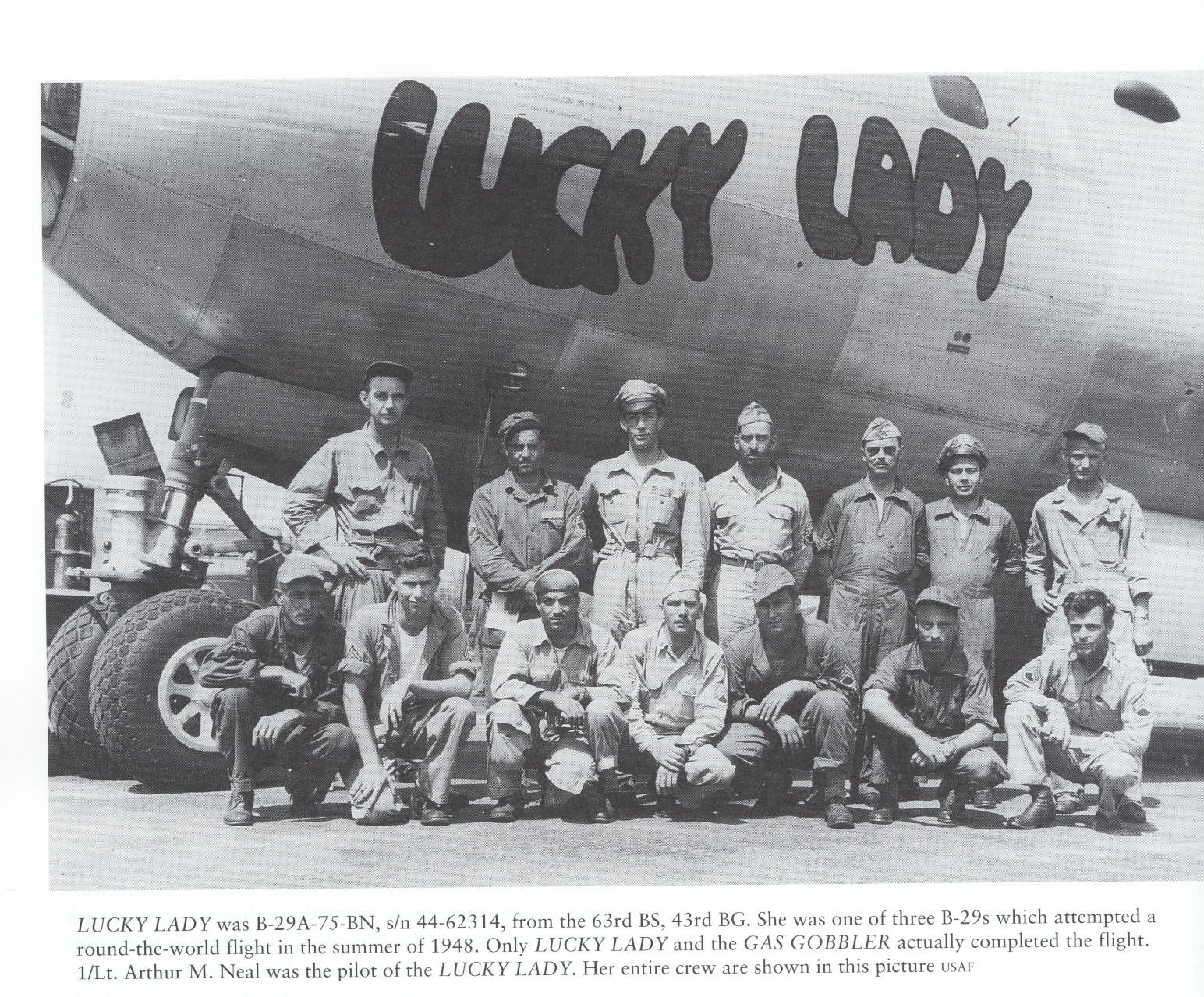
ラッキーレディ・ワンの乗組員

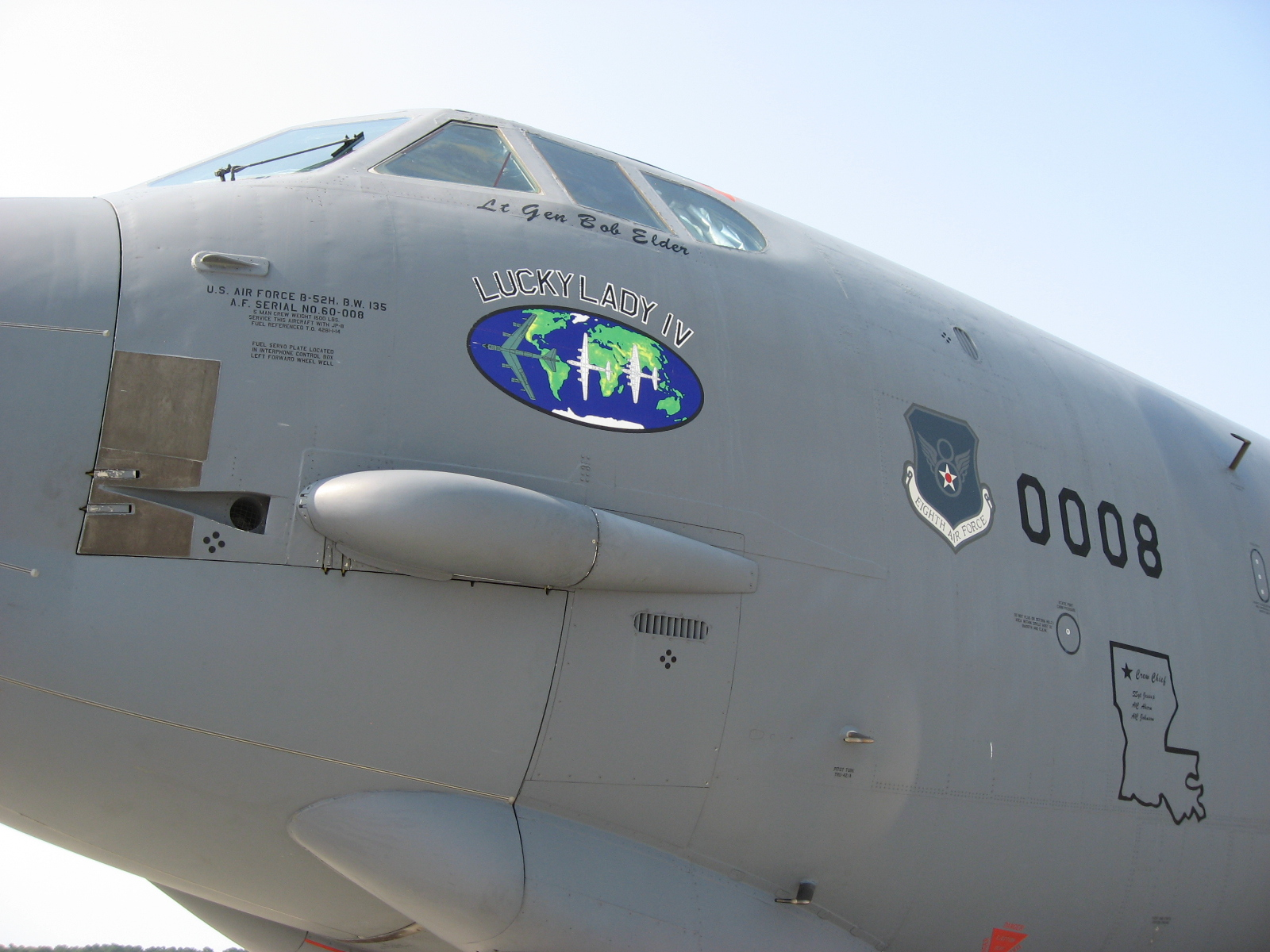
ラッキーレディ・フォー

「ラッキーレディ」の名が冠された航空機は複数あり、多くはアメリカ空軍の歴史において重要な飛行任務に従事している。
ラッキーレディ・ワン（Lucky Lady I）は、1948年に世界一周を試みたB-29爆撃機3機のうちの1機であった。これらの機はデイヴィス＝モンサン空軍基地から飛行を開始していた。この時の1機はアラビア海に墜落している。A・M・ニール中尉（A.M. Neal）を機長とするラッキーレディ・ワンは、R・W・クライン中佐（R.W. Kline）を機長とする僚機ガス・ガブラー（Gas Gobbler）と共に世界一周を達成した。作戦に要した期間は15日で、飛行距離は20,000 mi (32,000 km)である。また、この間に補給等の為に8度の着陸を行っており、実際の飛行時間は103時間50分であった。
ラッキーレディ・スリー（Lucky Lady III）は、1957年1月に世界一周を行ったB-52爆撃機3機のうちの1機であった。この飛行はパワー・フライト作戦の一環として実施された。カリフォルニア州キャッスル空軍基地から離陸したラッキーレディ・スリーは、KC-97給油機からの給油を受けつつ、45時間19分で24,325 mi (39,147 km)を飛行して世界一周を達成し、その平均対地速度は536 mph (863 km/h; 466 kn)であった。ラッキーレディ・スリーは、ラッキーレディ・ツーの8年後におよそ半分の時間で世界一周飛行を達成したことになる。
ラッキーレディ・フォー（Lucky Lady IV）は、1994年に世界一周を行ったB-52H爆撃機である。この飛行はクウェート侵攻4周年を記念したグローバル・パワー94-7演習（Exercise Global Power 94-7）の一環として行われた。8月1日早朝、ウォーレン・ワード大尉（Warren Ward）を機長とするラッキーレディ・フォーは僚機と共にバークスデール空軍基地を離陸した。それからおよそ17時間後にはクウェートの爆撃演習場に到達して27個のMk 82爆弾を投下し、そのまま無着陸世界一周飛行を達成した。飛行時間は47.2時間だった。ラッキーレディ・フォーは無着陸世界一周飛行と爆撃任務を同時に遂行した世界初の爆撃機である。
第二次世界大戦中に活動したB-17爆撃機にもラッキーレディ・ツーの愛称で呼ばれていた機があった。これは第338爆撃航空隊（338th Bomb Squadron）にて通常の爆撃任務に従事していたB-17で、機体番号は42-30290だった。1943年7月30日にベルギーのティールローゼ上空で撃墜されている。

## 現在
ラッキーレディ・ツーは事故で損傷し、現在ではその胴体のみがカリフォルニア州チノのプレーンズ・オブ・フェイム航空博物館に展示されている。